# نورثواي
نورثواي هي مكان مخصص للتعداد في شرق فيربانكس، ألاسكا، الولايات المتحدة. قبل تعداد 2020 وسعت حدودها لتشمل ثلاث مدن أخرى. كان عدد السكان 234 في تعداد 2020 ارتفاعًا من 71 في 2010.